# 紫花雀儿豆
紫花雀儿豆（学名：Chesneya purpurea）为豆科雀儿豆属下的一个种。其种加词“purpurea”意为“紫花的”。